# Селім I Ґерай
Се́лім I (Хаджі Селім Ґерай) (1631 — 22 грудня 1704) — кримськотатарський державний, політичний і військовий діяч. Кримський хан (1671—1678, 1684—1691, 1692—1699 і 1702—1704) з династії Ґераїв. Син Бахадира І Ґерая, онук Селямета I Ґерая.

## Біографія
Здобув освіту в Бахчисараї. Ще в молодості був відомий як знавець Корану, богослів'я, законів і мов. Був дуже популярний серед бахчисарайської аристократії. Видатні якості політика дозволили Селіму I Ґераю завоювати великі симпатії знаті і народу. Під час його правління Кримське ханство було вільним від внутрішніх криз. У сфері зовнішньої політики ханові довелося вирішувати небувалі досі проблеми. Головним зовнішньополітичним принципом Селім I Ґерай вважав узгодженість курсу кримської політики з османською.
У перше своє правління разом з османами допомагав гетьманові Петру Дорошенку, який став васалом Османської імперії, в польсько-козацько-татарській війні 1666—1671 років та українсько-московській війні 1665—1676 років. Воював із Річчю Посполитою. Зміщений з престолу за невдалу облогу зайнятого московськими військами Чигирина.
У друге правління зіткнувся зі спробою Москви реалізувати агресивні плани щодо Криму. Хану вдалося зупинити в 1687 році наступ Голіцина на Перекоп. Османська імперія зажадала присутності хана в поході на Австрію. Знать була обурена відсутністю хана в країні в мить, коли Криму загрожувала небезпека нової агресії. Усвідомлюючи це, але і не бажаючи суперечити султанові, Селім I Ґерай зрікся престолу і вирушив в хадж до Мекки.
Утретє був зведений на ханство на одностайне прохання кримського населення. Ситуація, що виникла у цей момент, показала згубну сторону османського верховенства над Кримським ханством. Під проводом Селіма І Ґерая у 1694 році кримське військо зазнало тяжкої поразки під Устечком.
У 1695 р. під час нападу московських військ одночасно на Азак і з боку Дніпра султан, повністю ігноруючи загрозу захоплення Криму, тричі вимагав прибуття Хаджі Селіма I Ґерая на балканський фронт. Беї наполягали на відмові хана від походу на допомогу османам через небезпеку Кримського ханства, проте це не вплинуло на рішення султана. Ханові вдалося гідно врегулювати ситуацію, але після падіння Азака й укладення миру він негайно зажадав відставки.
1696 року був розбитий в битві на Ворсклі військами миргородського полковника Данила Апостола.
У 1702 р. зійшов на престол вчетверте. Помер через 2 роки, йому було 73 роки. Похований на Ханському кладовищі Бахчисарайського палацу.

## Пам'ять
У Сімферополі є вулиця Селім Ґерая